# Placido Errico
Placido Errico (Napoli, 1909 – Portici, 1983) è stato un pittore italiano.

## Biografia
Nato a Napoli nel 1909 ma trasferitosi a Portici fin dalla giovane età, Placido Errico dedicò la sua vita interamente alla pittura. Attivo per circa mezzo secolo, iniziò il suo percorso artistico al fianco del pittore napoletano Luigi Crisconio, con il quale esplorò instancabilmente le campagne vesuviane e le coste del Golfo di Napoli, affinando il suo talento e costruendo un legame viscerale con i paesaggi partenopei. Il giovane Errico si distinse presto per l'energia e la rapidità con cui creava i suoi dipinti, sorprendendo persino il suo maestro.
Dal 1938, con la sua affermazione alla Mostra Sindacale d'Arte di Napoli, Placido partecipò a numerose esposizioni in tutta Italia, sviluppando uno stile personale che, pur ispirandosi ai Fauves francesi e agli espressionisti tedeschi, conservava temi cari alla tradizione napoletana, come le marine, le nature morte e le figure popolari. Tuttavia, il suo linguaggio pittorico andò oltre la tradizione, con un'originalità che lo posizionò tra gli interpreti più autentici di Napoli e della sua gente. Placido Errico si spense a Portici nel 1983, lasciando un'eredità artistica che continua a suscitare ammirazione per la sua autenticità e forza espressiva.

## Stile
Placido Errico era noto per il suo instancabile impegno artistico e per la sua capacità di fondere sentimento e colore, creando opere che esprimono un'intensa malinconia mediterranea. I suoi quadri, dai paesaggi luminosi ai personaggi del circo e della scena napoletana, rivelano una profonda connessione con le emozioni e il vissuto della sua terra. In una riflessione sulla propria arte, dichiarò: “Credo che la pittura sia poesia delle immagini, e sono felice di averle offerto la mia esistenza, sereno malgrado stenti, ansie e fatiche”. Queste parole testimoniano la sua dedizione e il valore emotivo che attribuiva al suo lavoro, concepito come un mezzo per catturare la bellezza fugace della vita e trasmettere un intimo messaggio di amore per Napoli.
Tra le sue opere più note figurano Pagliacci, Lite Popolana, Granatello e Gente del Circo.